# IC 2602
IC 2602，又称为南七姐妹星团或船底座θ星团，是一个位于船底座的疏散星团。这个星团距离地球约479光年，裸眼可见。

## 特質
IC 2602表面亮度达1.9等，比昴星团暗弱70%，总共包含60颗恒星。星团中最明亮的是南船三，视星等约2.74等。其他成员恒星视星等在5等左右。
IC 2602跨越天空一个相当大的面积，大约50角分，所以最好使用大型双筒望远镜或天文望远镜接广角目镜观看。IC 2602被认为与疏散星团IC2391具有相同年龄。通过锂元素衰变测定他们年龄有50亿年 。

## 歷史
1751年3月3日，法国天文学家拉卡伊于南非好望角首次发现該星團。

## 成員
南船三是疏散星團中最亮的恆星，視星等為 +2.74。南船三被稱為鑽石十字星群的一部分，經常被誤認為是南十字星座中的南十字星群。
南船二是另一顆三等星，也是IC 2602的成員，儘管它位於主要恆星群外圍，視星等變化範圍為3.22至3.55等。
該星團的其他成員均為五等星，但有幾顆是肉眼可見的天體，包括HR 4196、HR 4204、HD 93194、HR 4219、HR 4220、HR 4222、HD 92536 、HD 93738和船底座V364。
| 名稱         | 視星等 | 恆星光譜 | 距離 (pc) |
| ------------ | ------ | -------- | --------- |
| 南船三       | 2.735  | B0Vp     | 142       |
| 南船二       | 3.247  | B4Vne    | 104.645   |
| HR 4204      | 5.719  | B3IV/V   | 309.598   |
| HR 4219      | 5.297  | B6Vnn    | 156.674   |
| HR 4222      | 4.807  | B4V      | 154.007   |
| HD 92536     | 6.313  | B8V      | 156.823   |
| HD 93194     | 4.777  | B3/5Vn   | 169.146   |
| HD 93738     | 8.571  | B9.5V    | 417.168   |
| V364 Carinae | 5.465  | ApSi     | 160.013   |
| HD 92938     | 4.758  | B3V      | 140.634   |